# Faillite
La faillite, d'un commerçant, d'une entreprise ou d'une personne physique recouvre plusieurs notions :
- Cessation de paiements
- Cessation de paiements en France
- Faillite personnelle
- Banqueroute
- Déconfiture
- Surendettement
- Liquidation judiciaire
- Liquidation judiciaire en droit français
- Redressement judiciaire
- Chapitre 11 de la loi sur les faillites des États-Unis

## Droit canadien
Selon le Dictionnaire de droit québécois et canadien, la faillite peut se définir comme le « moyen légal par lequel une personne insolvable se libère de ses dettes soit volontairement, par une cession de biens, soit à la suite d'une ordonnance de séquestre la dessaisissant de ses avoirs au profit d'un syndic qui en effectue le partage entre les créanciers ». L'art. 61 (17) de la loi d'interprétation québécoise définit par ailleurs ce terme comme étant « l’état d’un commerçant qui a cessé ses paiements ».

## Faillites notables
- Belgique, 7 novembre 2001 : faillite de la Sabena
- États-Unis, 2001 : Scandale Enron
- États-Unis, 2002 : WorldCom